# Johann Rudolf Stürler
Johann Rudolf Stürler (* 29. September 1722 in Bern; † 1784), genannt Mylord, war ein Berner Offizier und Magistrat.

## Leben
Johann Rudolf Stürler war der Sohn des Rudolf Stürler und der Anna Katharina Stettler. Er diente als Offizier in niederländischen Diensten und gehörte 1748 zu den Mitbegründern der Grossen Sozietät in Den Haag. Er schied als Oberstleutnant aus den niederländischen Diensten aus. Gemeinsam mit Niklaus Friedrich von Steiger bewog er ältere Mitglieder des Grossen Rats der Stadt Bern mit Geldzahlungen zur Resignation, um Neuwahlen zu erwirken. Bei den 1755 erfolgten Wahlen gelangte er in den Grossen Rat. Im gleichen Jahr heiratete er Rosina Elisabeth Mutach (1736–1818). 1759 gehörte er zu den Mitbegründern der Grande Société in Bern. In den Jahren 1760 bis 1764 amtete er als bernischer Gerichtsschreiber, 1765 kaufte er von seinem Bruder Anton Ludwig Stürler Schloss Jegenstorf und ab 1767 war er Landvogt zu Köniz, 1784 war er Kornherr. Stürler liess an der Spitalgasse 17–21 ein Haus mit acht Fensterachsen erbauen.